# Speech Sounds
Speech Sounds est une nouvelle de science-fiction de l'écrivaine féministe afro-américaine Octavia E. Butler. Elle a été publiée pour la première fois dans le magazine Asimov's Science Fiction en 1983. Elle vaut à son autrice le prix Hugo de la meilleure nouvelle courte 1984. La nouvelle est ensuite éditée dans le recueil Bloodchild and Other Stories d'Octavia Butler et dans l'anthologie de science-fiction Wastelands : Stories of the Apocalypse.

## Résumé
Une mystérieuse pandémie ruine la civilisation humaine en limitant considérablement la capacité des humains à communiquer. Certains ne peuvent plus lire ou écrire, tandis que d'autres perdent la parole. Pour s'identifier, les personnes portent des objets ou des symboles qui jouent le rôle de noms. Les gens communiquent entre eux grâce à une langue des signes universelle et à une gestuelle qui peut souvent exacerber les malentendus et les conflits. De plus, il semble qu'en raison de la maladie et de leur handicap, de nombreuses personnes soient sujettes à des sentiments incontrôlables de jalousie face aux capacités des autres, de ressentiment et de rage face à leurs propres déficiences.
À Los Angeles, une femme nommée Rye a perdu ses parents, son mari, sa sœur et ses enfants à cause de la maladie. Isolée, elle décide de partir à la recherche de son frère et sa famille qui vivent à proximité, à Pasadena. Ce sont les seuls parents qu'il lui reste, peut-être, car elle ignore s'ils ont survécu. Dans le bus qu'elle emprunte, une bagarre éclate. Rye est contrainte d'envisager de marcher une vingtaine de miles à travers un territoire dangereux. Elle rencontre alors Obsidian, un homme vêtu d'un uniforme du LAPD, une bizarrerie dans une société où toutes les organisations gouvernementales se sont désintégrées. Il s'arrête pour rétablir l'ordre, mettant fin au combat en jetant dans le bus un objet qui libère un gaz, provoquant l'évacuation de tous les passagers et la fin de la bagarre. Obsidian propose alors à Rye de la conduire dans sa voiture. Elle refuse d'abord, remarquant l'arme qu'il porte et craignant ses intentions. Il persiste dans sa proposition et retire son revolver pour indiquer qu'il ne veut pas lui faire de mal. Confrontée à l'hostilité de ses compagnons de voyage ou à la menace de marcher seule dans les rues, elle accepte prudemment l'offre de l'inconnu et ensembles, ils quittent la ville. Bientôt, Rye apprend qu'Obsidian a conservé la capacité de lire une carte et elle en ressent avec un intense sentiment de jalousie et une envie de le tuer. Au lieu de cela, elle lui révèle qu'elle est toujours capable de parler. Dès lors ils partagent un moment intime et font l'amour. Rye demande à Obsidian de la ramener chez elle, et il accepte, à contrecœur.
Sur le chemin du retour, le couple observe une femme poursuivie par un homme armé d'un couteau. Tous deux se sentent enclins à intervenir pour défendre cette femme mais ils ne peuvent empêcher qu'elle soit mortellement poignardée. Obsidian blesse l'agresseur, mais celui-ci s'empare du pistolet et le tue en lui tirant une balle dans la tête. Rye tue alors l'agresseur. Après cette scène de violence, deux enfants surgissent, un garçon et une fille plus jeune, apparemment les enfants de la femme décédée. Rye ramène Obsidian à la voiture avec l'intention de lui donner un enterrement convenable. Elle songe d'abord à ignorer le sort des enfants - mais peu de temps après, elle change d'avis et revient chercher le corps de la femme et ses deux enfants. Alors qu'elle tend la main vers le corps de la femme, la fille parle dans un anglais correct, criant « Non. Va-t'en. » et le jeune garçon lui dit de se taire. C'est le premier discours cohérent que Rye entend depuis de nombreuses années et elle se rend compte que son choix d'adopter les enfants est le bon. « Je m'appelle Valérie Rye », dit-elle. « Tu peux me parler sans crainte. ». C'est la première fois qu'elle prononce son propre nom depuis très longtemps.

## Thèmes

### Communication

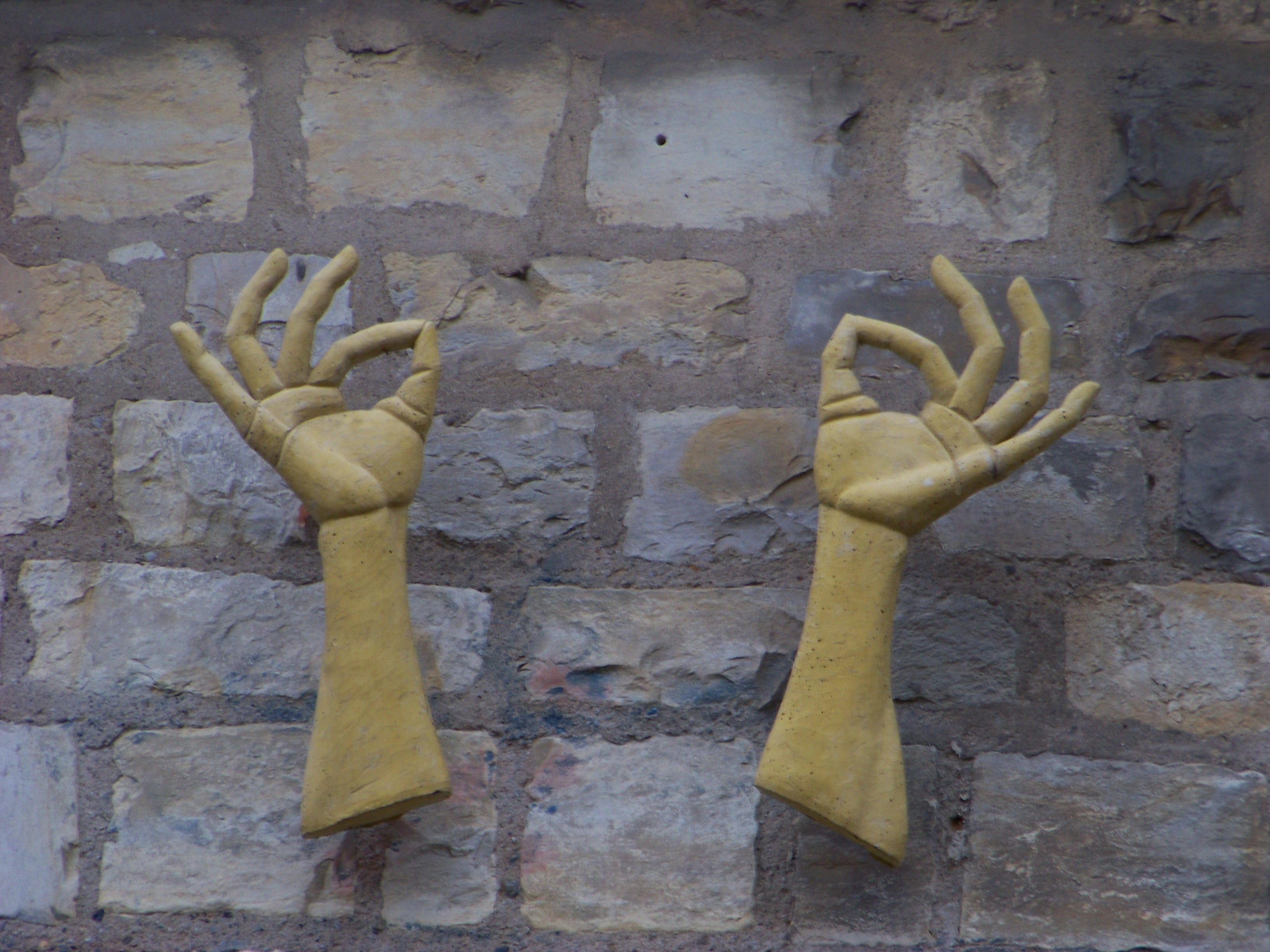
La vie est belle, un message optimiste et bienveillant écrit sur un mur à Prague en langue des signes par la sculptrice Zuzana Cizkova à l'opposée de l'image donnée de ce mode de communication dans la nouvelle d'Octavia Butler.

Chacun doit utiliser des symboles pour représenter son nom, comme forme d'identification. Rye (seigle) porte une épingle en forme de tige de blé (la représentation la plus proche du « seigle ») et Obsidian (obsidienne) porte une roche noire. Nous apprenons que « Rye » est en fait le nom de famille de notre protagoniste ; son prénom est Valérie. Rye qui ne porte que son nom de famille, symbolise les limites de la communication dans la société. Nous ne savons pas non plus si « Obsidian » est réellement le nom du second personnage ; Rye le suppose à partir du morceau de roche noire qu'il lui montre. La communication non verbale limitée conduit la plupart des gens à nourrir des sentiments intenses de jalousie, de rage et d'agressivité. La bagarre dans le bus est déclenchée par un mauvais regard. Il y a un aspect hiérarchique dans les capacités dont chacun est encore capable ; les gauchers, par exemple, sont considérés comme plus intellectuels et moins enclins à l'agressivité et à l'irrationalité.
Toute l'histoire est marquée par des gestes, depuis le simulacre de coups de poing entre les hommes dans le bus à la douceur du contact entre Obsidian et Rye dans la voiture. Rye remarque qu'Obsidian fait fréquemment des gestes avec sa main gauche, signe qu'il a conservé une certaine intelligence. Dans la première moitié de l'histoire, les passagers masculins du bus, aux capacités diminuées, font principalement des gestes obscènes. Beaucoup symbolisent, dans cette société malade, une version des anciens jurons.

### Survie
Le déclin des capacités intellectuelles laisse chacun se débrouiller seul dans cette société post-apocalyptique. Rye porte constamment une arme à feu avec elle pour cette raison. Elle a appris à réfléchir rapidement, sachant exactement quoi faire lorsque la bagarre dans le bus éclate - comme éviter d'être blessée et descendre du véhicule dès qu'elle le peut. Tout sentiment de normalité et de protection a diminué ; tout mode de transport peut être utilisé comme une arme (d'où le manque de voitures et la surprise de Rye lorsqu'un bus arrive), et des organisations telles que le LAPD ont cessé d'exister. Lorsqu'elle rencontre pour la première fois Obsidian, un officier du LAPD encore en uniforme, elle se méfie de ses intentions, craignant qu'il ne lui fasse du mal. Les enfants que Rye sauve à la fin de l'histoire ont également appris à se protéger dès leur plus jeune âge. Lorsque Rye tente de ramener le corps de leur mère, sa fille lui crie « Non. Va-t'en. » et son frère la réprimande pour avoir parlé à haute voix à une étrangère. Il est conscient que si les gens savent qu'ils peuvent parler, ils peuvent se retrouver en grave danger.